# ブランチング
ブランチング（英語: Blanching）とは、主に野菜や果物などを短時間加熱したのちに冷やすという調理法である。食品の冷凍や乾燥、または缶詰を作る前処理として行われることが多い。一般的に熱湯や高温の蒸気を用いて野菜や果物を加熱し、冷水や低温の空気で冷却する。
大根おろしや山芋など一部の例外を除き、ほとんどの冷凍野菜は、急速凍結する前に熱湯に漬けたり蒸気にあてて、調理加熱の70〜80%程度加熱される。主な目的は酵素の働きを弱めることによって、時間の経過による食品の品質低下を防止することや、組織を軟化させて凍結による組織の破損を防ぐことである。色や香りの変化の防止、栄養素の変化の防止、残留している農薬などの除去、有害な微生物を減らすといった効果もある。欠点としては水溶性または熱に弱い栄養素が失われることや、廃水を生むことが挙げられる。

## 目的、用途、効果
ブランチングの主な目的は色、食感、香りの変化の原因となる酵素を不活性化させることである。野菜や果物の品質悪化の原因となる酵素としてはリポキシゲナーゼ、ポリフェノールオキシダーゼ、ポリガラクチュロナーゼ、クロロフィラーゼなどが挙げられる。ブランチングの効果を検証する場合には、熱への耐性が強いカタラーゼやペルオキシダーゼが用いられることが多い。また、組織を軟化させて凍結による組織の破損を防ぐ目的もある。
他にも、ブランチングは缶詰の前処理として重要な作業である、植物組織内に含まれる空気を取り除く効果がある。組織内に空気が含まれたまま缶に詰められると、空気が膨張する危険性がある。さらに、空気が取り除かれることで食感が向上したり、色の変化や食品の酸化を防ぐことができる。
ブランチングによって野菜、果物、ナッツの皮を剥くこともできる。アーモンドやピスタチオをブランチングすると皮が柔らかくなり簡単に取り除けるようになる。蒸気を用いた皮剥きは環境汚染が少なく、薬品を用いたり手作業で行う皮剥きよりも取り残しが少ないとされる。

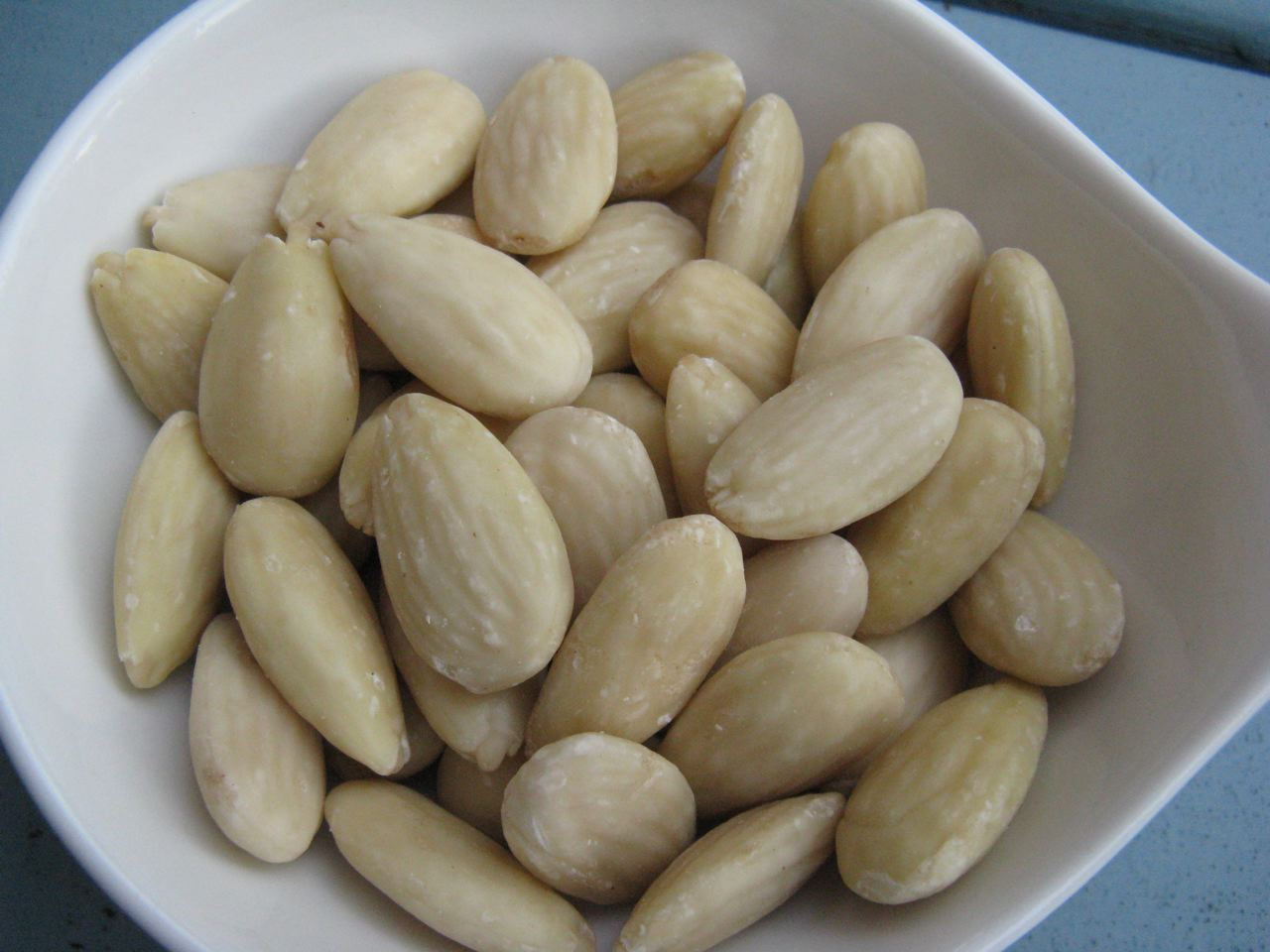
ブランチングされたアーモンド

他にも乾燥の際に蒸気を取り除きやすくする、有害な微生物を減らす、残留している殺虫剤などの有毒物質を取り除く、生理活性化物質の抽出を助ける、表面を洗浄する、異物を取り除く、寄生虫を殺すといった効果もある。揚げる前のポテトチップスにブランチングを行うことで表面を糊化させ、油の吸収を抑えさせることもできる。

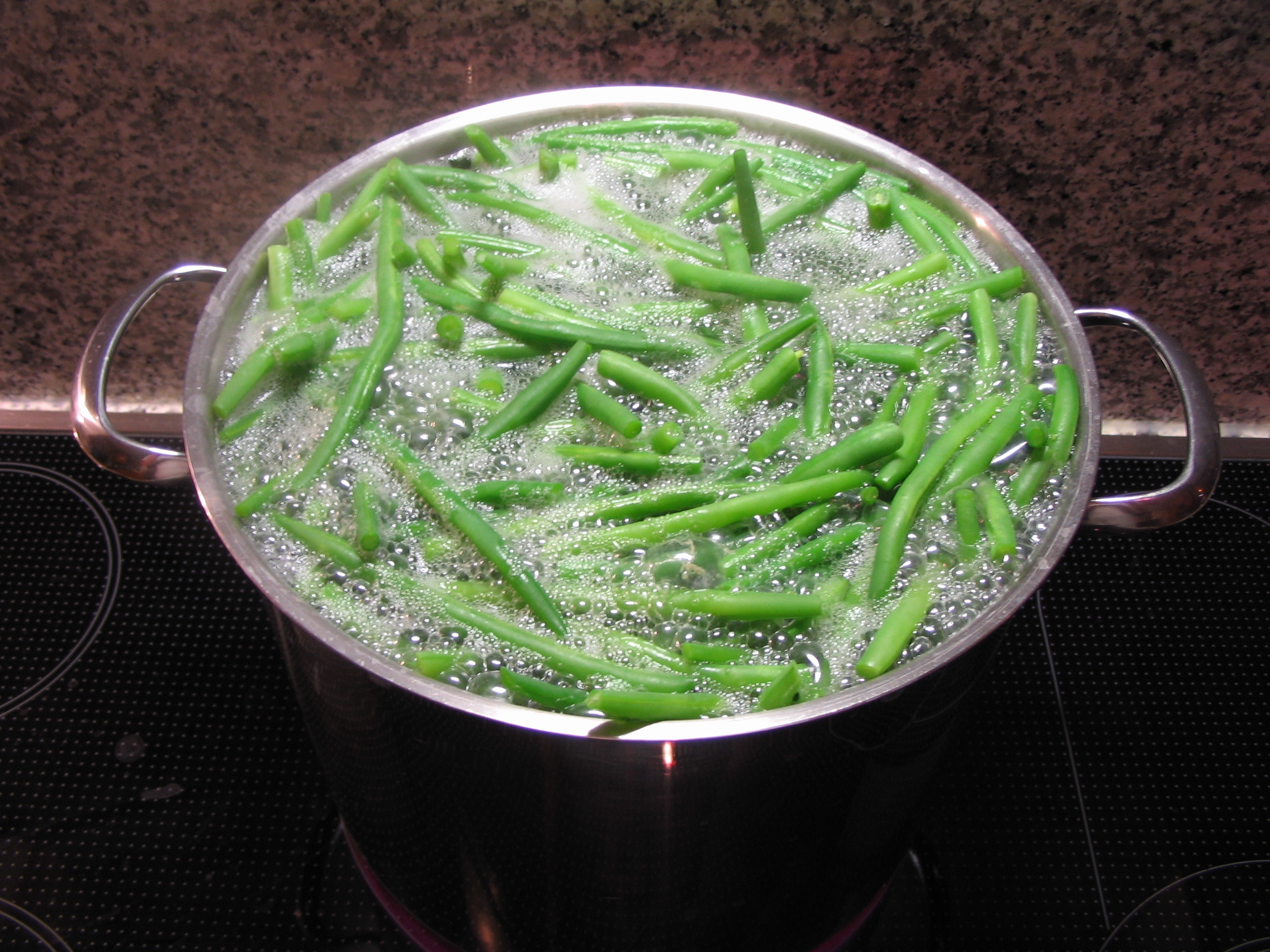
熱湯を用いたブランチング

## 技術
ブランチングの加熱は熱湯もしくは高温の蒸気を用いて行われている。いずれの場合も食品を短時間熱してから冷水や低温の空気で冷却をして加熱を停止させる。工場などで行われる場合には、ベルトコンベアを利用して加熱、保温、冷却を行う。熱湯を用いる場合は90℃〜100℃（70 ℃から100 ℃とされる場合や、さらに低温の場合もある）に熱した熱湯に、種類や量に応じて一定時間くぐらせる。蒸気を用いる場合に比べて熱湯を用いたブランチングは熱が一様に伝わるという利点がある。これによって熱湯を用いた場合は低温で長い時間をかけてブランチングを行うこともできる。食材を加熱するための熱湯の加熱と、加熱した食材の冷却のための水の冷却は熱交換器も利用して行われ、循環させて再利用することでエネルギーとコストを削減する。
蒸気を用いる場合にはベルトコンベア上の食品に高温の蒸気を吹きかける。蒸気を用いると水溶性の成分が溶け出すことを防ぐことができ、小さい食品や事前にカットされた食品に使われることが多い。蒸気を用いた場合はエネルギー効率が良く、短時間で食品を熱することができるので処理の時間が短く済む。加熱処理が短時間で済むので、色や風味などの変化が抑えられる。ただし、水分の蒸発によって食品の容積が減少する可能性がある。
加熱を終えると食品は直ぐに冷水で冷却される。冷水を使わない場合には低温の空気で冷却される場合もある。低温の空気で冷却する場合は水溶性の成分が失われないという利点はある反面、食品内の水分が蒸発する可能性がある。
新しい手法として、ジュール加熱、赤外線、マイクロ波加熱、高周波加熱を用いる方法もある。

### 温度と時間
ブランチングの適切な温度と時間は食品の種類、大きさ、形などの要素によって異なる。加熱しすぎると栄養素や香りが失われたり、食品が柔らかくなることがある。逆に時間が短すぎたり温度が低すぎたりすると、全ての酵素を不活性化させることができない可能性がある。さらに、不充分なブランチングは酵素の働きを活性化させる場合もある。

## 欠点
熱湯を用いたブランチングではビタミン、ミネラル、タンパク質、糖質、香り成分などの水溶性物質が熱湯に溶け出すことにより食品の品質低下につながることがある。これらの成分がどの程度失われるかは、成分自体の性質、熱湯の量や温度など複数の要素に依存する。アスコルビン酸、チアミン、多くの香り成分などの熱に弱い物質も失われることがある。
工業的なブランチングでは廃水が発生することが問題となる。水を再利用してブランチングを行う場合には汚染物質となる水溶性物質が増加する可能性があり、排出する前に適切な処理を行う必要がある。これは大きなコストになり得るので、先述のように新たなブランチングの手法が考案されている。